# Fultograph
Der Fultograph war ein einfacher, durch ein Uhrwerk angetriebener Empfänger von Standbildern, ähnlich einem frühen Faxgerät. Das Bildsignal wurde über ein Radio empfangen und – mittels eines elektrochemischen Prozesses – zum Einschwärzen von Flächen eines entsprechend empfindlichen Papiers verwendet, welches auf eine rotierende Trommel aufgespannt wurde. Die Trommel (bzw. bei anderen Modellen der Schreibstift) wurde mittels einer Schraube bewegt, so dass das Bild zeilenweise auf das Papier geschrieben wurde.
Erfunden wurde der Fultograph von Otho Fulton, das System wurde ab 1926 bis ungefähr 1929 in Deutschland eingesetzt, um über den Rundfunk in den Sendepausen ergänzende Bilder, zum Beispiel zu Nachrichtensendungen oder Wetterkarten auszustrahlen. Die Deutsche Reichspost übertrug im Programm des Berliner Rundfunks vom 1. Mai 1929 bis 20. Dezember 1929 Fulton-Bilder. Aufgrund der hohen Kosten und des geringen Nutzwertes konnte sich das System jedoch nicht durchsetzen, und die Versuchssendungen wurden eingestellt.